# الأنثروبولوجيا في 1920 - 1929
الخط الزمني للأنثروبولوجيا, 1920–1929

## أحداث
1922
- وزع فيلم نانوك الشمال على المسارح.

1924
- اكتشاف الرفات الصخرية لاطفل لتاونج

## المنشورات
1921
- نشر كتاب "اللغة: مقدمة لدراسة الكلام"، (بالإنجليزية: An Introduction To The Study Of Speech)‏ تأليف إدوارد سابير

1922
- نشر كتاب "المغامرون من غرب المحيط الهادئ"، (بالإنجليزية: Argonauts of the Western Pacific by Bronislaw Malinowski)‏ تأليف برونيسلاف مالينوفسكي

1925
- نشر كتاب "كتيب هنود كاليفورنيا"، (بالإنجليزية: Handbook of the Indians of California)‏ تأليف ألفريد كروبر

1927
- نشر كتاب "الجنس والقمع في المجتمع سافاج"، (بالإنجليزية: Sex and Repression in Savage Society)‏ تأليف برونيسلاف مالينوفسكي

1928
- نشر كتاب "سن الرشد في ساموا"، (بالإنجليزية: Coming of Age in Samoa)‏ تأليف مارغريت ميد

## المواليد
1921
- أبنير كوهين
- ماري دوغلاس
- رونالد غودفري لينهارتد

1922
- سيدني مينتز
- جوهانس نيكولايسن

1924
- جورج فريدريك بيلي
- أرنولد ابشتاين
- هيلج كلبفان
- كولن تيرنبول

1925
- كاثلين ابيرلي
- كارلوس كاستانيدا
- هارالد آيدهايم
- فرانز فانون
- إرنست غيلنر
- كلود ميلاسوكس

1926
- ناكان تشي
- كلاوس فرديناند
- كليفورد غيرتز
- روبرت باين
- روي رابابورت

1927
- إدوين اردينير
- إليزابيث وارنوك فرنيا
- نيلز فوك
- مارفن هاريس
- ديل هايمز

1928
- فريدرك بارث
- وليام برايت
- نعوم تشومسكي

## الوفيات
1921
- جيمس موني

1922
- وليم ريفرز

1928
- بليني ايرل غودارد